# Passiflora subpeltata
Passiflora subpeltata je trajnica openjačica iz porodice Passifloraceae. Autohtona je u tropskoj Americi, od Meksika, na jug do Kolumbije i Venezuele, ali je uvezena po mnogim drugim zemljama (Afrika, Australija, Indija, Bangladeš, Kuba, Havaji, Tonga).

## Staništa
Autohtono prvenstveno raste u vlažnom tropskom biomu. Tamo gdje je uvezena uobičajen je korov uz ceste, zapuštena mjesta, otpadna područja, vodotoci (tj. obalna područja), urbano grmlje, šumske rubove, zatvorene i otvorene šume i plantažne usjeve (npr. šećerna trska) u tropskim i subtropskim regijama. 

## Naturalizacija
Široko naturaliziran u obalnim regijama istočne Australije (tj. u cijelom istočnom Queenslandu i obalnim područjima istočnog Novog Južnog Walesa). Također naturaliziran na nekim pacifičkim otocima (npr. Havaji i Tonga).

## Habitus
Loza s penjajućim ili puzavim stabljikama koje se podupiru viticama.

## Stabljike i listovi
Stabljike su tanke, bez dlaka ili gotovo bez dlaka (tj. gole ili subgole) i narastu do 5 m duljine. Vitice se stvaraju u podnožju lisnih vilica. Naizmjenično raspoređeni listovi su bez dlaka (tj. goli) i nose ih petiole duge 2-6 cm. Na mjestu spajanja lisne peteljke sa stabljikom nalazi se dvorežnjevita lisna struktura (tj. stipula) dužine 1-4 cm, pomalo koso srcolikog oblika. Listne plojke (3-10 cm duge i 4-11 cm široke) su blijedo zelene s bjelkastim ili plavkasto-zelenim donjim stranama. Oni su s tri režnjeva, s režnjevima koji su usječeni otprilike do pola u središte plojke lista i imaju zaobljene vrhove (tj. tupe vrhove).

## Cvijeće i plodovi
Bijeli cvjetovi (4-5,5 cm u promjeru) nose pojedinačno u rašljama listova (tj. pazušcima). Ovi cvjetovi imaju šest latica i šest čašica, koji su svi vrlo slični izgledom. Također imaju pet istaknutih prašnika i jajnik na vrhu s tri vrha i velikim stigmama. Cvatnja se javlja tijekom proljeća i ljeta.
Plodovi su blijedozeleni do plavkastozeleni ili žućkasti kad sazriju. Ovo voće su kožaste bobice (oko 4 cm duge) jajolikog do gotovo okruglog (tj. sub-globoznog) oblika.

## Razmnožavanje i širenje
Ova vrsta se razmnožava sjemenom, koje se obično širi putem ptica i drugih životinja koje jedu voće.

## Utjecaj na okoliš
“Bijela pasiflora” (Passiflora subpeltata) smatra se ekološkim korovom u Queenslandu i Novom Južnom Walesu, a nedavno je navedena kao prioritetni ekološki korov u barem jednoj regiji upravljanja prirodnim resursima.

## Ostali utjecaji
Bijela pasiflora sadrži cijansku kiselinu i smatra se da je otrovna za ljude i stoku ako se jede u dovoljnim količinama. Za razliku od mnogih drugih vrsta, njeni plodovi nisu jestivi.

### Sinonimi
- heterotipni
  - Passiflora adenophylla Mast., Fl. Bras. 13(1): 568. 1872.
  - Passiflora alba Link & Otto, Icones Plantarum Rariorum Horti Regii Botanici Berolinensis: 65, t. 33. 1840.
  - Passiflora atomaria Planch. ex Mast. Fl. Bras. (Martius) 13(1): 570. 1883.
  - Passiflora stipulata Triana & Planch., Ann. Sci. Nat. (Paris) (ser. 5) Bot. 17: 152. 1873. nom. illeg. non Aubl.
  - Passiflora stipulata var. atomaria Triana & Planch., Ann. Sci. Nat. (Paris) (ser. 5) Bot. 17: 153. 1873.